# Tachia smithii
Tachia smithii är en gentianaväxtart som beskrevs av Bassett Maguire och Weaver. Tachia smithii ingår i släktet Tachia och familjen gentianaväxter. Inga underarter finns listade i Catalogue of Life.